# Jörg Jakob
Jörg Jakob (* 18. August 1963 in Ewersbach) ist ein deutscher Sportjournalist.

## Werdegang
Der aus Mittelhessen stammende Jakob spielte selbst nur kurz Fußball, später war er Jugendtrainer. Journalistisch war er bereits ab dem 15. Lebensjahr tätig. Er war von 1982 bis 1990 Mitarbeiter der Sportredaktion der Dill-Zeitung und berichtete insbesondere über den Verein Eintracht Haiger. 1990 wurde er Chefredakteur des Gießener Anzeigers.
2003 wechselte Jakob zum Fußball-Fachblatt Kicker, war dort Chef vom Dienst und ab Anfang 2010 stellvertretender Chefredakteur. 2014 wurde er in der neu zusammengesetzten Chefredaktion Leiter Gesamt. Im Rahmen eines „Transformationsprozesses“, der keine Chefredaktion mehr vorsieht, schied Jakob im Mai 2025 aus dem Amt.